# Bridget A. Brink
Bridget Ann Brink (ur. 1970) – amerykańska dyplomatka, od 30 maja 2022 do kwietnia 2025 ambasadorka Stanów Zjednoczonych na Ukrainie.

## Życiorys
Urodziła się w 1970 roku w stanie Michigan, w Środkowo-Zachodnich Stanach Zjednoczonych. Ukończyła Kenyon College w miejscowości Gambier w stanie Ohio. Kontynuowała naukę w London School of Economics and Political Science na wydziale politologii, gdzie uzyskała tytuł magistra stosunków międzynarodowych.
Brink rozpoczęła pracę w Departamencie Stanu w 1996 roku. Pracowała w dyplomacji amerykańskiej przez blisko 25 lat specjalizując się sprawami Europy Wschodniej i obszaru postsowieckiego. W latach 2009–2010 zajmowała się sprawami obszaru Morza Egejskiego i Kaukazu Południowego w Radzie Bezpieczeństwa Narodowego w administracji prezydenta Obamy, gdzie pomagała koordynować politykę zagraniczną USA i realizować interesy USA z Turcją, Grecją, Cyprem, Gruzją, Azerbejdżanem i Armenią. W latach 2015–2018 pełniła funkcję deputy assistant secretary(ang.) w Biurze ds. Europejskich i Eurazjatyckich(ang.) w Departamencie Stanu, gdzie odpowiadała za kwestie związane z Europą Wschodnią i Kaukazem.

### Ambasadorka na Słowacji
W 2019 roku Donald Trump nominował Brink na stanowisko ambasadora na Słowacji. Brink złożyła listy uwierzytelniające prezydent Zuzanie Čaputovej 20 sierpnia tego samego roku.

### Ambasadorka na Ukrainie
W lutym 2022 roku doniesiono, że prezydent Joe Biden nominuje Brink na funkcję ambasadora Stanów Zjednoczonych na Ukrainie. 25 kwietnia 2022 roku Brink została oficjalnie nominowana na to stanowisko. Przesłuchania przed Komisją Spraw Zagranicznych Senatu odbyły się 10 maja 2022 roku. 18 maja 2022 roku komisja pozytywnie rozpatrzyła jej kandydaturę. Brink została jednogłośnie zatwierdzona przez cały Senat w głosowaniu jeszcze tego samego dnia. Złożyła swoje listy uwierzytelniające 30 maja 2022 roku podczas rosyjskiej inwazji na Ukrainę.
W kwietniu 2025 roku złożyła rezygnację ze stanowiska.

#### Rosyjska inwazja na Ukrainę

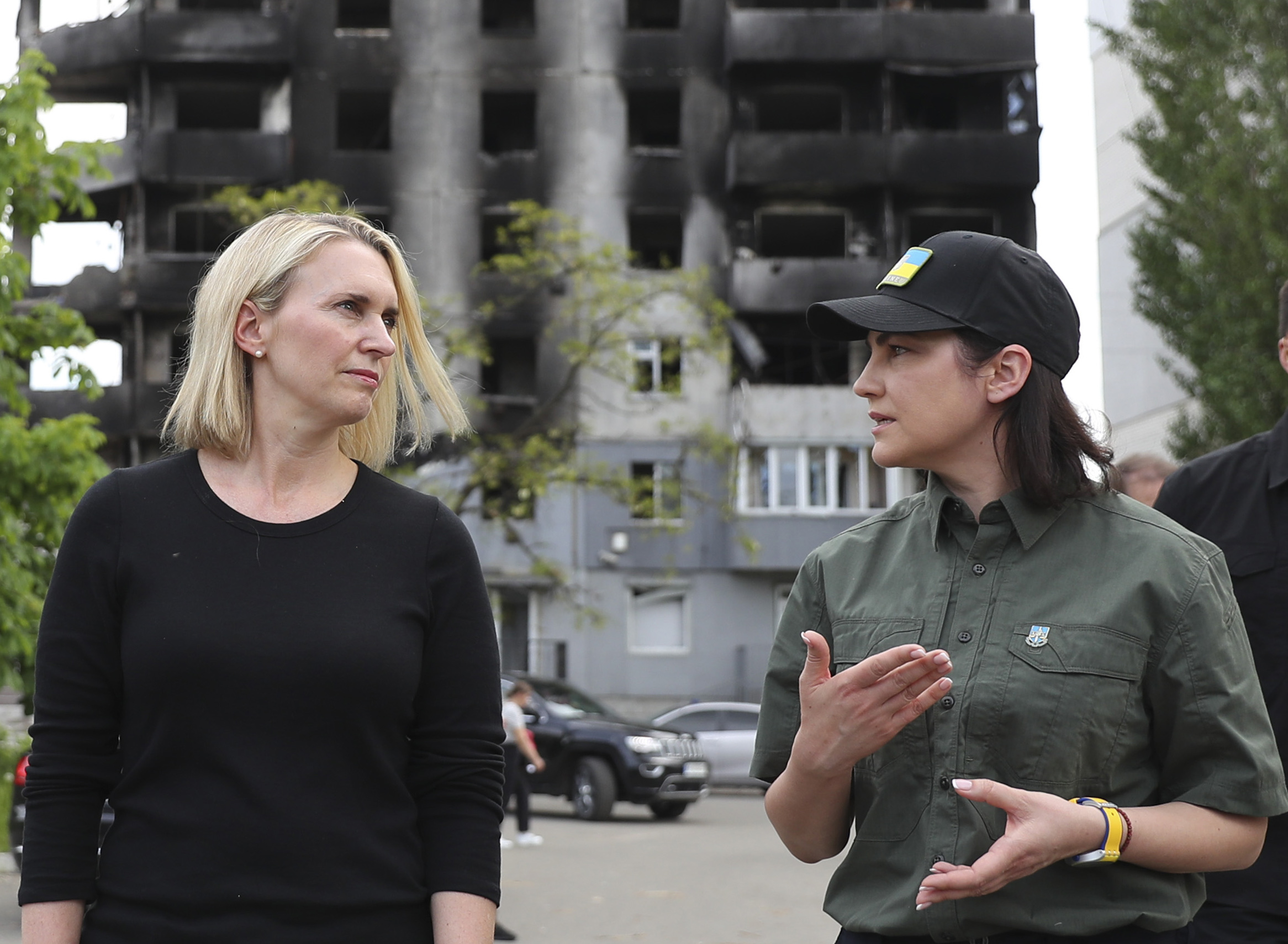
Brink z Prokurator Generalną Ukrainy Iryną Wenediktową w Borodziance (czerwiec 2022)

22 lipca 2022 roku Brink oświadczyła, że Stany Zjednoczone będą „wspierać Ukrainę tak długo, jak będzie to konieczne”. W tym samym czasie Biały Dom ogłosił, że wyśle 270 milionów dolarów pomocy wojskowej dla Ukrainy. 26 lipca spotkała się z Jonathanem Markovitchem – naczelnym rabinem Kijowa.

## Życie prywatne
Brink jest mężatką. Ma dwójkę dzieci. Posługuje się językiem angielskim, rosyjskim, serbskim, gruzińskim i francuskim.